# Santi Santamaria

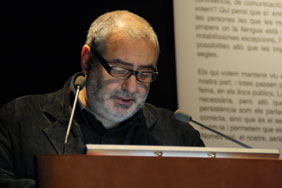
Santi Santamaria (2009)

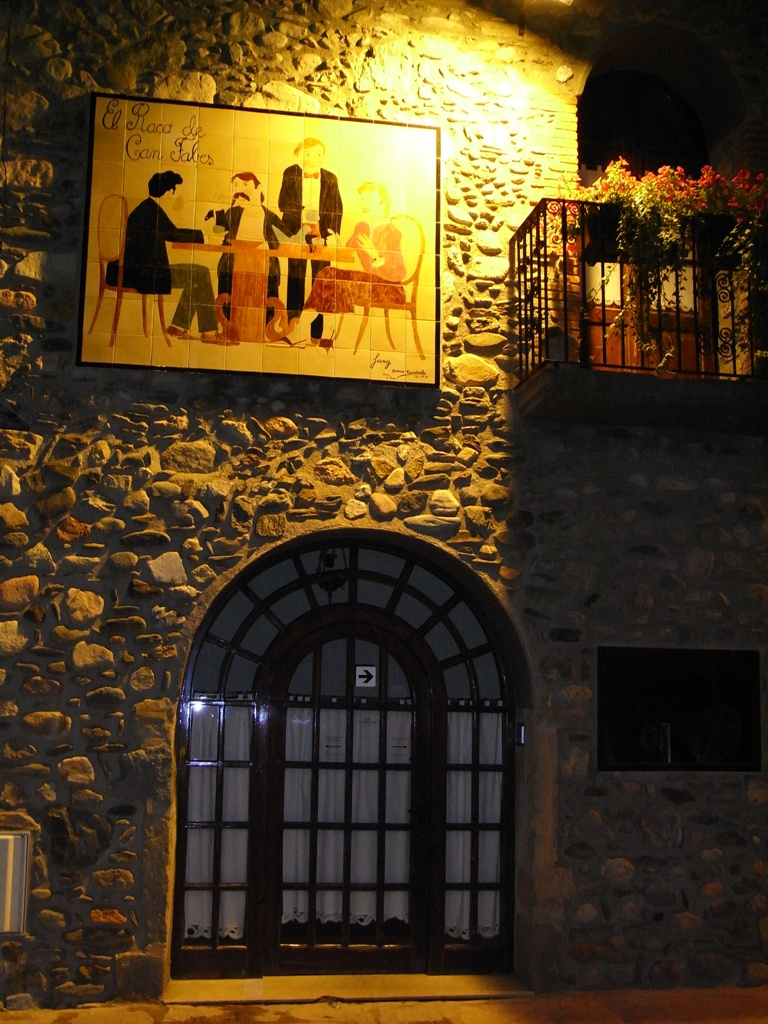
El Racó de Can Fabes

Santi Santamaria (* 16. Juli 1957 in Sant Celoni, Katalonien; † 16. Februar 2011 in Singapur) war ein spanischer Koch und Gastronom.

## Leben
Santi Santamaria begann mit 15 Jahren eine Lehre und arbeitete zunächst in einer Fabrik, in der Automobilindustrie und in einer Raffinerie, zudem studierte er Industriedesign. Als Autodidakt kam er mit 24 Jahren zum Kochen. 1981 eröffnete er im elterlichen Haus in Sant Celoni sein erstes Restaurant.
Er war 1994 der erste Katalane, dessen Restaurant drei Sterne im Guide Michelin erhielt und nach Juan Mari Arzak der zweite spanische Koch überhaupt. Seit 1994 erhielt sein Restaurant El Racó de Can Fabes in Sant Celoni jährlich drei Michelinsterne. Sein Restaurant Santceloni in Madrid erhielt zwei Michelinsterne und das Evo in Barcelona einen Michelinstern. Das Can Fabes wurde im Jahr 2000 als bestes Restaurant Spaniens ausgezeichnet. Sein Kochbuch „La Cocina de Santi Santamaria“ wurde als bestes Kochbuch des Jahres 1999 preisgekrönt.
Santamaria war Verfechter einer kulinarischen Technik und Gegner der Molekularküche, die beispielsweise sein Freund Ferran Adrià vertritt.
Er starb an den Folgen eines Herzinfarktes beim Besuch eines von seiner Tochter Regina geführten Restaurants Santi im Hotel Marina Bay Sands in Singapur.

## Schriften
- Santi Santamaria: La cocina de Santi Santamaria, Everest Publishing 2000, ISBN 978-8424184162 * Santi Santamaria: El mundo culinario de Santi Santamaria, Everest Publishing 2001, ISBN 978-8424125745
- Alain Ducasse, Santi Santamaria, Josep Vilella: El gusto de la diversidad, Everest Publishing 2004, ISBN 978-8424184162
- Santi Santamaria: Palabra de Cocinero, Peninsular Publishing 2006, ISBN 978-8483077153
- Santi Santamaria: Larousse Gastronomique en español, Larousse Panteta 2007, ISBN 978-8480164344